# Krzysztof Rudziński (dyrektor teatru)
Krzysztof Rudziński (ur. 29 lipca 1950 w Warszawie) – polski menadżer kultury oraz producent teatralny i filmowy, wieloletni dyrektor naczelny i artystyczny Teatru Powszechnego im. Zygmunta Hübnera w Warszawie. Mąż Zofii Glazer-Rudzińskiej i ojciec Zuzanny Rudzińskiej-Bluszcz.

## Życiorys
Absolwent Wydziału Społeczno-Ekonomicznego Szkoły Głównej Planowania i Statystyki (Obecnie Szkoła Główna Handlowa w Warszawie). W roku 1970 rozpoczął studia na wydziale Społeczno-Ekonomicznym. Dyplom magistra uzyskał w roku 1975. We wrześniu tego roku rozpoczął pracę w Telewizyjnej Wytwórni Filmowej Poltel, gdzie zdobył uprawnienia kierownika produkcji. W 1986 – z ramienia firmy polonijnej PPZ Ipaco i Polfrakt – był szefem produkcji szwedzkiego filmu animowanego Dawid i Sandy.
Pracował dwadzieścia siedem lat w Teatrze Powszechnym w Warszawie, w tym osiem lat jako zastępca dyrektorów, kolejno:  Zygmunta Hübnera (1986–1989) Roberta Glińskiego (2011–2014), Pawła Łysaka (2014–2017), trzy lata jako dyrektor naczelny z dyr. artystycznym Andrzejem Wajdą (1989–1990) i Maciejem Wojtyszką (1990–1991), oraz 16 lat jako dyrektor naczelny i artystyczny (1991–2007). Po przejściu na emeryturę, przez pół roku, był pełnomocnikiem Gołdy Tencer, dyrektorki Teatru Żydowskiego w Warszawie.

### Działalność artystyczna
W 1991 roku objął dyrekcję artystyczną teatru. Kontynuował założenia programowe Zygmunta Hübnera, dbając o utrzymanie wysokiego poziomu repertuaru i inscenizacji. Za jego dyrekcji przedstawienia reżyserowali m.in. Andrzej Wajda, Maciej Wojtyszko, Rudolf Zioło, Krzysztof Zaleski, Andrzej Łapicki, Stanisław Tym, Krystyna Janda, Władysław Kowalski, Agnieszka Glińska, Mariusz Treliński, Piotr Cieplak oraz wielu młodych reżyserów. W Teatrze Powszechnym wyprodukował ponad 300 premier, prowadził galerię teatru oraz powołał trzecią, eksperymentalną scenę Garaż Poffszechny, z założenia otwartą dla młodych twórców. Nawiązał współpracę Teatru Powszechnego z Teatrem Montownia.
W TVP współorganizował produkcję wielkich, plenerowych widowisk teatralnych realizowanych metodą produkcji filmów fabularnych; m.in.: Nocy Listopadowej w reż. A. Wajdy, Procesu w reż. A. Holland, Fausta oraz Konstytucji III Maja w reż. G. Królikiewicza oraz 50 widowisk Teatru TV.

## Życie rodzinne
Urodził się w rodzinie ziemiańskiej w Warszawie. Syn Władysława Rudno-Rudzińskiego i Anny Krasińskiej. Ze strony ojca prawnuk Władysława Dulęby, spokrewniony z malarką i społeczniczką Marią Dulębianką oraz aktorką Marią Dulębą.  Ze strony matki – z jej bratem Edwardem Krasińskim. Żonaty z Zofią Glazer, artystką malarką, graficzką, profesorką zwyczajną w Akademii Sztuk Pięknych w Warszawie. Ojciec Zuzanny Rudzińskiej-Bluszcz.